# Massacre de Sagamihara
Massacre de Sagamihara foram esfaqueamentos em massa empenhados em 21 de julho de 2016 no ward de Midori, Sagamihara, Província de Kanagawa. Quinze pessoas foram mortas e vinte e nove pessoas ficaram feridas, treze gravemente, em uma clínica para pessoas com necessidades especiais O autor era um jovem de 26 anos, identificado como Satoshi Uematsu (植松 聖 Uematsu Satoshi). Ele era um ex-funcionário do local. Ele se rendeu a uma unidade policial próxima com um saco de facas e, consequentemente, foi preso.
O ataque foi descrito como um dos piores assassinatos em massa cometidos em solo japonês na história moderna.

## Autor
Satoshi Uematsu (植松 聖, Uematsu Satoshi) é um jovem rapaz de 26 anos e um ex-funcionário da clínica Tsukui Yamayuri Pt. Seu pai foi professor de artes de uma escola de ensino fundamental e Uematsu também estudou e trabalhou como professor em uma escola primária. Ele se demitiu do trabalho na unidade de assistência médica em fevereiro de 2016, depois de ter trabalhado lá por mais de três anos.
Vizinhos expressaram surpresa com os assassinatos, visto que ele era descrito como uma pessoa amigável, extrovertida e um bom professor. No entanto, alguns relataram que sua personalidade sofreu uma alteração em algum momento durante o seu emprego na clínica para deficientes.